# Pajar Bulan (Mulak Ulu)
Pajar Bulan is een bestuurslaag in het regentschap Lahat van de provincie Zuid-Sumatra, Indonesië. Pajar Bulan telt 957 inwoners (volkstelling 2010).